# 萨拉·瑞安
萨拉·瑞安（英語：Sarah Ryan，1977年2月20日—），澳大利亚女子游泳运动员。她曾代表澳大利亚参加1996年、2000年和2004年夏季奥林匹克运动会游泳比赛，获得一枚金牌和二枚银牌。